# 中島みゆき ソングライブラリー
『オリジナル・マスター・デリバリー 中島みゆき SONG LIBRARY』（オリジナル マスター デリバリー なかじまみゆき ソングライブラリー）は、1997年11月19日にポニーキャニオンから発売された、中島みゆきが提供した楽曲とカバー曲を中心に集めたコンピレーション・アルバム。

## 解説
中島みゆきが楽曲提供を行った作品と中島のカバー曲（いずれも1996年までの作品）の中から、各アルバムごとに12曲、計60曲収録されている。
2003年には、『中島みゆき SONG LIBRARY 1』から『中島みゆき SONG LIBRARY 5』の中から選曲した楽曲と新たに1曲を収録したアルバム『中島みゆき SONG LIBRARY BEST SELECTION』が発売された。

## 中島みゆき SONG LIBRARY 1
全作詞/作曲:中島みゆき（特記以外）
1. LA-LA-LA / 研ナオコ（1976年6月25日）
  - 編曲:クニ河内
  - 1976年、研ナオコに提供した楽曲。中島がアーティストに初めての提供した作品。
2. 時代 / 薬師丸ひろ子（1988年4月29日）
  - 編曲:船山基紀
  - 中島の同名シングルのカバー曲。薬師丸のアルバム『Sincerely Yours』に収録され、同年の7月にシングルカット。映画『ダウンタウン・ヒーローズ』イメージ・ソング及び、フジテレビ系列『なるほど!ザ・ワールド』エンディング・テーマに起用された。
3. 追いかけてヨコハマ / 桜田淳子（1978年2月25日）
  - 編曲:船山基紀
  - 1978年、桜田淳子に提供した楽曲。中島のアルバム『おかえりなさい』にてセルフカバーされた。
4. ロンリー・カナリア / 柏原芳恵（1985年1月9日）
  - 編曲:梅垣達志
  - 1985年、柏原芳恵に提供した楽曲で、中島のアルバム『回帰熱』にてセルフカバーされた。
5. 比呂魅卿の犯罪 / 郷ひろみ（1983年4月1日）
  - 作曲・編曲:坂本龍一
  - 1983年、郷ひろみに提供した楽曲で、郷のアルバム『比呂魅卿の犯罪』に収録されている。作曲は、YMOの坂本龍一が担当している。
6. 愛される花 愛されぬ花 / 三田寛子（1986年4月10日）
  - 編曲:萩田光雄
  - 1986年、三田寛子に提供した楽曲で、三田のシングル「少年たちのように」のカップリング収録されている。中島のアルバム『おとぎばなし-Fairy Ring-』にてセルフカバーされた。
7. うかれ屋 / ちあきなおみ（1977年7月25日）
  - 編曲:小笠原寛
  - 1977年、ちあきなおみに提供した楽曲で、ちあきのアルバム『ルージュ』に収録されている。
8. 永遠の嘘をついてくれ / 吉田拓郎（1995年6月21日）
  - 編曲:吉田拓郎
  - 1995年、吉田拓郎に提供した楽曲で、吉田のアルバム『Long time no see』に収録されている。中島のアルバム『パラダイス・カフェ』にてセルフカバーされた。
9. 風の姿 / 中江有里（1992年11月21日）
  - 編曲:山川恵津子
  - 1992年、中江有里に提供した楽曲で、日本テレビ系ドラマ「綺麗になりたい」挿入歌。中島のアルバム『時代-Time goes around-』にてセルフカバーされた。
10. 肩幅の未来 / 長山洋子（1989年7月5日）
  - 作曲:筒美京平、編曲:山川恵津子
  - 1989年、長山洋子に提供した楽曲で、長山のアイドル時代最後のオリジナル作品。中島もアルバム『回帰熱』にてセルフカバーされた。
11. 窓ガラス / 研ナオコ（1978年7月10日）
  - 編曲:クニ河内
  - 1978年、研ナオコに提供した楽曲。音楽番組でこの楽曲を披露した際、まだ無名だったアルフィー（現・THE ALFEE）が、ギターとサビ部分をバックコーラスとして歌唱していた。
12. 慟哭 / 工藤静香（1993年2月3日）
  - 作曲・編曲:後藤次利、コーラスアレンジ:高尾直樹
  - 1993年、工藤静香に提供した楽曲で、フジテレビ系ドラマ「あの日に帰りたい」主題歌。中島のアルバム『時代-Time goes around-』にてセルフカバーされた。

## 中島みゆき SONG LIBRARY 2
全作詞/作曲:中島みゆき（特記以外）
1. この空を飛べたら / 加藤登紀子（1978年3月10日）
  - 編曲:福井峻
  - 1978年、加藤登紀子に提供した楽曲で、フジテレビ系ドラマ「球形の荒野」主題歌。中島のアルバム『おかえりなさい』にてセルフカバーされた。
2. きっと愛がある / 西田ひかる（1994年5月20日）
  - 作曲:朝倉紀幸、編曲:小林信吾・斉藤ノブ
  - 1994年、西田ひかるに提供した楽曲で、三菱エアコン「霧ヶ峰」のCMソングに起用された。
3. 20才になれば / 桜田淳子（1978年9月5日）
  - 編曲:船山基紀
  - 1978年、桜田淳子に提供した楽曲。
4. 髪 / グラシェラ・スサーナ（1978年7月5日）
  - 編曲:田辺信一
  - 1978年、グラシェラ・スサーナに提供した楽曲で、スサーナのシングル「さよならの鐘」のカップリング。中島のアルバム『おかえりなさい』にてセルフカバーされた。
5. MUGO・ん…色っぽい / 工藤静香（1988年8月24日）
  - 作曲・編曲:後藤次利
  - 1988年、工藤静香に提供した楽曲で、カネボウ'88秋のプロモーションイメージソングに起用された。
6. ピエロ / 根津甚八（1979年9月21日）
  - 編曲:大村雅朗
  - 1979年、根津甚八に提供した楽曲。中島のシングル「りばいばる」のカップリングにてセルフカバーされた。
7. 世迷い言 / 日吉ミミ（1978年10月5日）
  - 作詞:阿久悠、編曲:あかのたちお
  - 1978年、日吉ミミに提供した楽曲で、TBS系ドラマ「ムー一族」劇中歌。中島もアルバム『おかえりなさい』にてセルフカバーされた。
8. ルージュ / ちあきなおみ（1977年4月10日）
  - 編曲:クニ河内
  - 1977年、ちあきなおみに提供した楽曲。中島のアルバム『おかえりなさい』にてセルフカバーされた。
9. そのあとは雨の中 / 工藤静香（1993年4月1日）
  - 作曲・編曲:後藤次利、コーラスアレンジ:高尾直樹
  - 1993年、工藤静香に提供した楽曲で、工藤のアルバム『Rise me』に収録されている。
10. 空港日誌 / 薬師丸ひろ子（1987年7月6日）
  - 編曲:椎名和夫
  - 1987年、薬師丸ひろ子に提供した楽曲で、薬師丸のアルバム『星紀行』に収録されている。中島のシングル「涙 -Made in tears-」のカップリングにてセルフカバーされた。
11. 花束を私のために / 森山良子（1992年10月21日）
  - 作曲・編曲:倉田信雄
  - 1992年、森山良子に提供した楽曲で、森山のアルバム『今、思い出してみて』に収録されている。
12. あばよ / 研ナオコ（1976年8月25日）
  - 編曲:クニ河内
  - 1976年、研ナオコに提供した楽曲。研のアルバム『泣き笑い』に収録され、同年の9月にシングルカット。中島のアルバム『おかえりなさい』にてセルフカバーされた。

## 中島みゆき SONG LIBRARY 3
全作詞/作曲:中島みゆき（特記以外）
1. すずめ / 増田けい子（1981年11月28日）
  - 編曲:青木望
  - 1981年、増田けい子に提供した楽曲。増田が在籍していたアイドルデュオのピンク・レディーが解散後にリリースされたソロデビュー曲。中島のアルバム『御色なおし』にてセルフカバーされた。
2. FU-JI-TSU / 工藤静香（1988年6月1日）
  - 作曲・編曲:後藤次利
  - 1988年、工藤静香に提供した楽曲。工藤が在籍していたアイドルグループのうしろ髪ひかれ隊が活動休止後にリリースされた楽曲。
3. 煙草 / 古手川祐子（1982年5月21日）
  - 編曲:船山基紀
  - 1982年、古手川祐子に提供した楽曲で、TBS系ドラマ「さよなら三角またきて四角」劇中歌。中島のアルバム『御色なおし』にてセルフカバーされた。
4. 美貌の都 / 郷ひろみ（1983年3月5日）
  - 作曲:筒美京平、編曲:坂本龍一・筒美京平
  - 1983年、郷ひろみに提供した楽曲で、この作品のヒットによりシングルレコードの総売上枚数が1000万枚を突破した。中島のアルバム『御色なおし』にてセルフカバーされた。
5. みにくいあひるの子 / 研ナオコ（1978年10月21日）
  - 編曲:クニ河内
  - 1978年、研ナオコに提供した楽曲。中島のアルバム『おとぎばなし-Fairy Ring-』にてセルフカバーされた。
6. 海と宝石 / 松坂慶子（1983年11月1日）
  - 編曲:甲斐正人
  - 1983年、松坂慶子に提供した楽曲で、十條キンバリー「ニュー・クリネックス・ティシュー」のCMソングに起用された。中島のシングル「ひとり」のカップリングとアルバム『御色なおし』にてセルフカバーされた。
7. 少年たちのように / 三田寛子（1986年4月10日）
  - 編曲:萩田光雄
  - 1986年、三田寛子に提供した楽曲で、NECパーソナルワープロ「文豪ミニ」のCMソングに起用された。
8. 命日 / 日吉ミミ（1977年10月25日）
  - 編曲:エジソン
  - 1977年、日吉ミミに提供した楽曲。日吉のアルバム『螢心中』に収録され、1985年6月にシングルカットされた。
9. 帰っておいで / ちあきなおみ（1977年4月10日）
  - 編曲:チト河内
  - 1977年、ちあきなおみに提供した楽曲で、ちあきのシングル「ルージュ」のカップリング。
10. りばいばる / 研ナオコ（1984年6月21日）
  - 編曲:チト河内
  - 中島の同名シングルのカバー曲で、研のアルバム『Again』に収録された。
11. 最愛 / 柏原芳恵（1984年9月5日）
  - 編曲:倉田信雄
  - 1984年、柏原芳恵に提供した楽曲。中島のアルバム『御色なおし』にてセルフカバーされた。
12. しあわせ芝居 / 桜田淳子（1977年11月5日）
  - 編曲:船山基紀
  - 1977年、桜田淳子に提供した楽曲。中島のアルバム『おかえりなさい』にてセルフカバーされた。

## 中島みゆき SONG LIBRARY 4
全作詞/作曲:中島みゆき（特記以外）
1. 春なのに / 柏原芳恵（1983年1月11日）
  - 編曲:服部克久・J.サレッス
  - 1983年、柏原芳恵に提供した楽曲。中島のアルバム『回帰熱』にてセルフカバーされた。
2. 雨… / 小柳ルミ子（1978年11月25日）
  - 編曲:萩田光雄
  - 1978年、小柳ルミ子に提供した楽曲。中島のアルバム『おかえりなさい』にてセルフカバーされた。
3. 儀式(セレモニー) / 松本典子（1986年10月1日）
  - 編曲:戸塚修
  - 1986年、松本典子に提供した楽曲。中島のアルバム『回帰熱』にてセルフカバーされた。
4. 強がりはよせよ / 研ナオコ（1976年8月25日）
  - 編曲:クニ河内
  - 1976年、研ナオコに提供した楽曲。研のアルバム『泣き笑い』に収録され、同年の9月に研のシングル「あばよ」のカップリングとしてシングルカットされた。中島のアルバム『おかえりなさい』にてセルフカバーされた。
5. 涙 / 前川清（1988年2月21日）
  - 編曲:若草恵
  - 1988年、前川清に提供した楽曲。中島のシングル「涙 -Made in tears-」とサブタイトルを付け加えてセルフカバーされた。
6. おとぎばなし / 薬師丸ひろ子（1988年4月29日）
  - 編曲:倉田信雄
  - 1988年、薬師丸ひろ子に提供した楽曲で、薬師丸のアルバム『Sincerely Yours』に収録されている。中島のアルバム『おとぎばなし-Fairy Ring-』にてセルフカバーされた。
7. SCENE21・祭り街 / 郷ひろみ（1983年3月5日）
  - 作曲:筒美京平、編曲:水谷公生
  - 1983年、郷ひろみに提供した楽曲で、郷のシングル「美貌の都」のカップリングに収録された。
8. 朝焼け / 夏木マリ（1979年3月21日）
  - 編曲:船山基紀
  - 中島のアルバム『あ・り・が・と・う』に収録されている楽曲のカバー曲で、夏木のシングル「さよならの鐘」のカップリングに収録された。
9. な・ま・い・き / 長山洋子（1989年7月5日）
  - 作曲:筒美京平、編曲:山川恵津子
  - 1989年、長山洋子に提供した楽曲で、長山のシングル「肩幅の未来」のカップリングに収録された。
10. あり、か / 田中一郎 and 甲斐よしひろ（1988年3月5日）
  - 編曲:佐久間正英
  - 1988年、甲斐バンドの田中一郎と甲斐よしひろに提供した楽曲。中島のアルバム『回帰熱』にてセルフカバーされた。
11. ひとりぽっちで踊らせて / 研ナオコ（1979年8月21日）
  - 編曲:石川鷹彦
  - 1979年、研ナオコに提供した楽曲。中島のアルバム『御色なおし』にてセルフカバーされた。
12. 黄砂に吹かれて / 工藤静香（1988年8月24日）
  - 作曲・編曲:後藤次利
  - 1988年、工藤静香に提供した楽曲で、太陽誘電カセットテープ「That's」のCMソングに起用された。中島のアルバム『回帰熱』にてセルフカバーされた。

## 中島みゆき SONG LIBRARY 5
全作詞/作曲:中島みゆき（特記以外）
1. 激情 / 工藤静香（1996年11月7日）
  - 編曲:瀬尾一三
  - 1996年、工藤静香に提供した楽曲で、フジテレビ系ドラマ「ゆずれない夜」主題歌に起用された。中島から詞・曲共に楽曲提供を受けた初めての作品。
2. カム・フラージュ / 柏原芳恵（1983年12月1日）
  - 編曲:萩田光雄
  - 1983年、柏原芳恵に提供した楽曲。中島のアルバム『御色なおし』にてセルフカバーされた。
3. くらやみ乙女 / 佐田玲子（1989年11月21日）
  - 編曲:久石譲
  - 1989年、佐田玲子に提供した楽曲。中島のアルバム『回帰熱』にてセルフカバーされた。
4. ほうせんか / 真璃子（1991年5月21日）
  - 編曲:チト河内
  - 中島のシングル「おもいで河」のカップリングのカバー曲で、真璃子の15枚目シングルとして収録された。関西テレビ・フジテレビ系『ねるとん紅鯨団』エンディングテーマ。
5. 鳥になって / 香坂みゆき（1991年6月21日）
  - 編曲:川村栄二
  - 中島のアルバム『寒水魚』に収録されている楽曲のカバー曲で、香坂のアルバム『カントス2』に収録された。
6. あどけない話 / 吉田日出子（1992年6月25日）
  - 編曲:青木望
  - 1992年、吉田日出子に提供した楽曲。ミュージカル『ラヴ・ミー・テンダー』の劇中歌。中島のアルバム『時代-Time goes around-』にてセルフカバーされた。
7. うそつきが好きよ / 日吉ミミ（1977年9月25日）
  - 編曲:エジソン
  - 中島のアルバム『みんな去ってしまった』に収録されている楽曲のカバー曲で、日吉ミミの25枚目シングルとして収録された。
8. さよならの鐘 / グラシェラ・スサーナ（1978年7月5日）
  - 編曲:田辺信一
  - 1978年、グラシェラ・スサーナに提供した楽曲。中島のアルバム『御色なおし』にてセルフカバーされた。
9. 未完成 / 薬師丸ひろ子（1987年7月6日）
  - 編曲:椎名和夫
  - 1987年、薬師丸ひろ子に提供した楽曲で、薬師丸のアルバム『星紀行』に収録されている。中島のアルバム『回帰熱』にてセルフカバーされた。
10. 笑わせるじゃないか / 山内恵美子（1977年3月21日）
  - 編曲:クニ河内
  - 1977年、山内恵美子に提供した楽曲。中島のシングル「悪女」のカップリングにてセルフカバーされた。
11. 私について / 工藤静香（1990年9月21日）
  - 作曲:後藤次利、編曲:Draw4
  - 1990年、工藤静香に提供した楽曲。
12. かもめはかもめ / 研ナオコ（1977年10月25日）
  - 編曲:若草恵
  - 1977年、研ナオコに提供した楽曲。研のアルバム『かもめのように』に収録され、翌年の3月にシングルカット。中島のアルバム『御色なおし』にてセルフカバーされた。

## 中島みゆき SONG LIBRARY BEST SELECTION
全作詞/作曲:中島みゆき（特記以外）
1. あばよ / 研ナオコ
  - 編曲:クニ河内
2. この空を飛べたら / 加藤登紀子
  - 編曲:福井峻
3. 春なのに / 柏原芳恵
  - 編曲:服部克久・J.サレッス
4. すずめ / 増田けい子
  - 編曲:青木望
5. 雨… / 小柳ルミ子
  - 編曲:萩田光雄
6. 黄砂に吹かれて / 工藤静香
  - 作曲・編曲:後藤次利
7. きっと愛がある / 西田ひかる
  - 作曲:朝倉紀幸、編曲:小林信吾・斉藤ノブ
8. 時代 / 薬師丸ひろ子
  - 編曲:船山基紀
9. しあわせ芝居 / 桜田淳子
  - 編曲:船山基紀
10. LA-LA-LA / 研ナオコ
  - 編曲:クニ河内
11. ピエロ / 根津甚八
  - 編曲:大村雅朗
12. さよならの鐘 / グラシェラ・スサーナ
  - 編曲:田辺信一
13. 比呂魅卿の犯罪 / 郷ひろみ
  - 作曲・編曲:坂本龍一
14. かもめはかもめ / 研ナオコ
  - 編曲:若草恵
15. ほうせんか / 真璃子
  - 編曲:チト河内
16. 雪・月・花 / 工藤静香（1998年2月18日）
  - 編曲:瀬尾一三
  - 1998年、工藤静香に提供した楽曲で、フジテレビ系「金曜エンタテイメント」エンディングテーマに起用された。
  - 『中島みゆき SONG LIBRARY』シリーズの発売後に発表された楽曲で唯一収録されている。